# Green Fire
Green Fire (bra: Tentação Verde) é um filme estadunidense de 1954, dos gêneros romance e aventura, dirigido por Andrew Marton para a MGM.

## Elenco
- Stewart Granger ..... Rian X. Mitchell

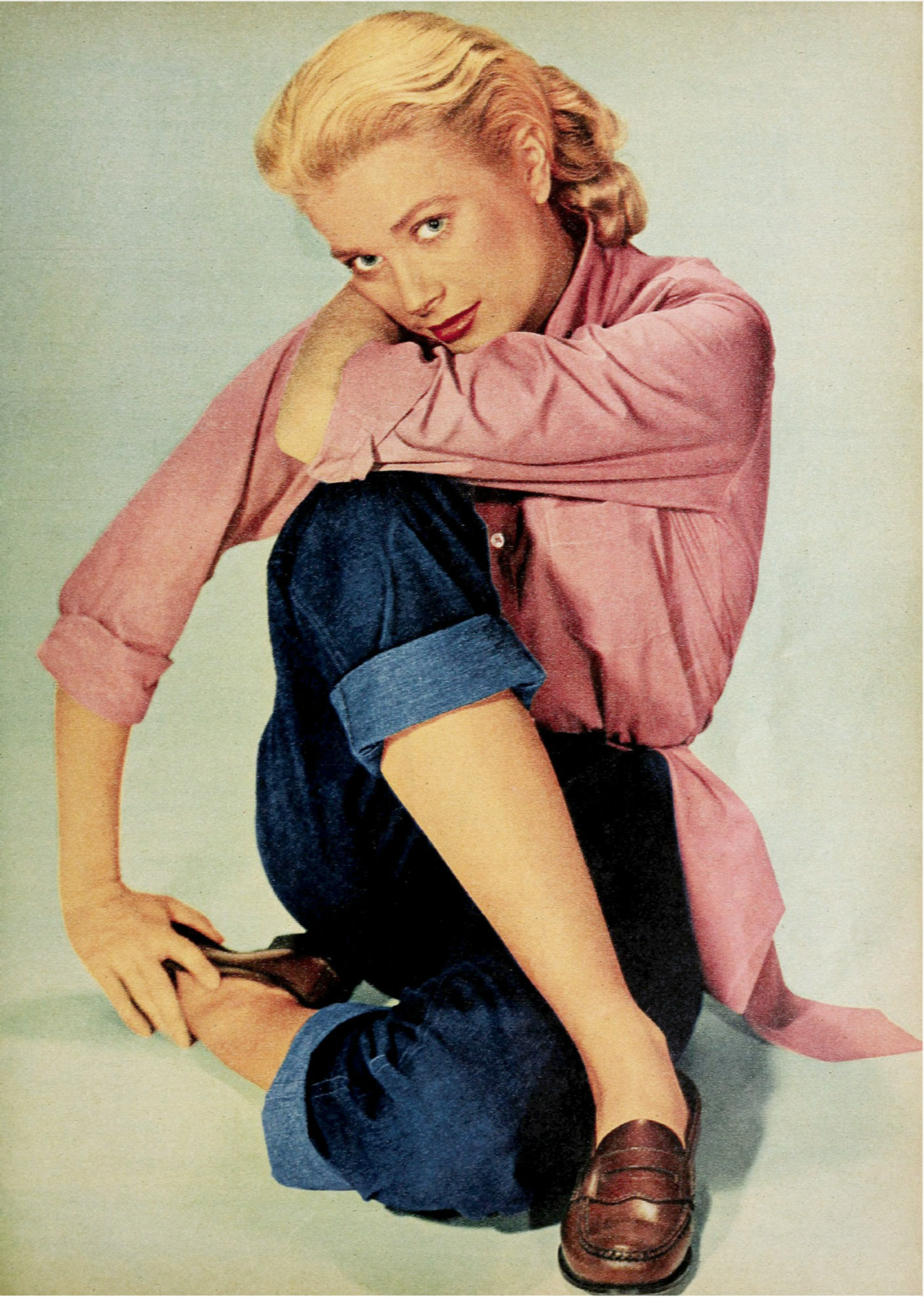
Grace Kelly em 1954. Ela só aceitou o papel de Catherine, tido como o pior de sua carreira (e recusado antes por Ava Gardner e Eleanor Parker), na condição de que a MGM a cedesse à Paramount para filmar The Country Girl.

- Grace Kelly ..... Catherine Knowland
- Paul Douglas ..... Vic Leonard
- John Ericson ..... Donald Knowland
- Murvyn Vye ..... El Moro
- José Torvay ..... Manuel
- Robert Tafur ..... Padre Ripero
- Joe Dominguez ..... José
- Nacho Galindo ..... Perez

## Sinopse
Rian X. Mitchell é um explorador inglês empenhado em enriquecer encontrando esmeraldas nas montanhas da Colômbia. Em uma de suas escavações, ele encontra berílio (mineral de pouco valor mas que costuma indicar a presença de esmeraldas) e depois chega a uma antiga mina espanhola. Mas ao sair do local ele é roubado e ferido por bandoleiros.
Com a ajuda de um padre, que o leva a uma fazenda de café de propriedade de um casal de irmãos, ele se recupera. Ao retornar à cidade, ele procura Vic, seu antigo parceiro, e lhe mostra o berílio. Vic hesita em partir com Rian nesse novo empreendimento, mas acaba convencido. Os dois exploradores iniciam a escavação da mina ao mesmo tempo que Rian começa um romance com Catherine, a coproprietária da fazenda de café. O irmão de Catherine, Donald, resolve investir na procura das esmeraldas e leva seus trabalhadores para a montanha, deixando a plantação em dificuldades. Isto desagrada Catherine que se desentende com Rian. Este continua com a escavação, desanimado por não encontrar nada e sofrendo a pressão de Vic e Catherine, que querem que ele pare com o trabalho na montanha.